# WLAF 1995
Die World League of American Football war die dritte Spielzeit der Liga und die erste nach einer zweijährigen Pause. Die von der US-amerikanischen National Football League (NFL) finanzierte Liga spielte ab dieser Saison nur mit europäischen Mannschaften – in den beiden ersten Spielzeiten 1991 und 1992 waren sieben der zehn Mannschaften in Nordamerika angesiedelt.
Das World Bowl '95 genannte Finale im Olympiastadion Amsterdam gewann zum ersten Mal Frankfurt Galaxy.

## Teilnehmer und Modus
Neben den drei bisherigen europäischen Mannschaften – London, Barcelona und Frankfurt – kamen Amsterdam, Düsseldorf mit Rhein Fire und Edinburgh mit den Scottish Claymores hinzu. Die London Monarchs spielten ihre Heimspiele in White Heart Lane statt wie früher im Wembley-Stadion.
Die sechs Mannschaften spielten jeder gegen jeden in Hin- und Rückspiel und kamen so wie bisher auf jeweils zehn Spiele. Es gab jedoch kein Halbfinale mehr. Die Mannschaft, die nach den ersten fünf Spieltagen die Tabelle anführte, qualifizierte sich für den World Bowl und hatte das Recht, diesen im eigenen Stadion auszurichten. Gegner war der Tabellenerste am Ende der regulären Saison, bzw. der Zweite, falls der Erste bereits qualifiziert war.
| Land                   | Team               | Spielort                                         | Head Coach     | Platzierung 1992           |
| ---------------------- | ------------------ | ------------------------------------------------ | -------------- | -------------------------- |
| Vereinigtes Konigreich | London Monarchs    | White Hart Lane                                  | Bobby Hammond  | 3. Europ. Div.             |
| Spanien                | Barcelona Dragons  | Olympiastadion Barcelona                         | Jack Bicknell  | Halbfinale, 1. Europ. Div. |
| Deutschland            | Frankfurt Galaxy   | Waldstadion                                      | Ernie Stautner | 2. Europ. Div.             |
| Niederlande            | Amsterdam Admirals | Olympiastadion Amsterdam (3) De Meer Stadion (2) | Al Luginbill   | —                          |
| Deutschland            | Rhein Fire         | Rheinstadion, Düsseldorf                         | Galen Hall     | —                          |
| Vereinigtes Konigreich | Scottish Claymores | Murrayfield Stadium, Edinburgh                   | Jim Criner     | —                          |

## Regular Season

### Übersicht
| ↓ Heim Auswärts →    | AMS   | BAR   | FRA   | LON   | RHE   | SCO   |
| -------------------- | ----- | ----- | ----- | ----- | ----- | ----- |
| Amsterdam Admirals   | •     | 17:13 | 14:12 | 17:07 | 30:10 | 30:13 |
| FC Barcelona Dragons | 34:40 | •     | 20:44 | 22:27 | 32:30 | 10:07 |
| Frankfurt Galaxy     | 28:13 | 24:20 | •     | 45:22 | 28:41 | 14:20 |
| London Monarchs      | 10:17 | 24:39 | 07:27 | •     | 34:14 | 09:22 |
| Rhein Fire           | 25:37 | 21:31 | 21:20 | 07:23 | •     | 33:27 |
| Scottish Claymores   | 00:31 | 13:16 | 24:37 | 10:11 | 17:19 | •     |

### Spiele
| Woche 1       | Woche 1            | Woche 1 | Woche 1           |
| Datum         | Heimteam           | Erg.    | Auswärtsteam      |
| ------------- | ------------------ | ------- | ----------------- |
| 8. April 1995 | Amsterdam Admirals | 17:13   | Barcelona Dragons |
| 8. April 1995 | Frankfurt Galaxy   | 45:22   | London Monarchs   |
| 9. April 1995 | Scottish Claymores | 17:19   | Rhein Fire        |

| Woche 2        | Woche 2            | Woche 2 | Woche 2            |
| Datum          | Heimteam           | Erg.    | Auswärtsteam       |
| -------------- | ------------------ | ------- | ------------------ |
| 15. April 1995 | Amsterdam Admirals | 14:12   | Frankfurt Galaxy   |
| 15. April 1995 | Rhein Fire         | 07:23   | London Monarchs    |
| 17. April 1995 | Barcelona Dragons  | 10:7    | Scottish Claymores |

| Woche 3        | Woche 3           | Woche 3 | Woche 3            |
| Datum          | Heimteam          | Erg.    | Auswärtsteam       |
| -------------- | ----------------- | ------- | ------------------ |
| 22. April 1995 | Frankfurt Galaxy  | 14:20   | Scottish Claymores |
| 23. April 1995 | London Monarchs   | 10:17   | Amsterdam Admirals |
| 23. April 1995 | Barcelona Dragons | 32:30   | Rhein Fire         |

| Woche 4        | Woche 4            | Woche 4 | Woche 4            |
| Datum          | Heimteam           | Erg.    | Auswärtsteam       |
| -------------- | ------------------ | ------- | ------------------ |
| 30. April 1995 | Scottish Claymores | 00:31   | Amsterdam Admirals |
| 30. April 1995 | Rhein Fire         | 21:20   | Frankfurt Galaxy   |
| 30. April 1995 | London Monarchs    | 24:39   | Barcelona Dragons  |

| Woche 5     | Woche 5            | Woche 5 | Woche 5           |
| Datum       | Heimteam           | Erg.    | Auswärtsteam      |
| ----------- | ------------------ | ------- | ----------------- |
| 6. Mai 1995 | Amsterdam Admirals | 30:10   | Rhein Fire        |
| 6. Mai 1995 | Frankfurt Galaxy   | 24:20   | Barcelona Dragons |
| 7. Mai 1995 | Scottish Claymores | 10:11   | London Monarchs   |

| Woche 6      | Woche 6           | Woche 6 | Woche 6            |
| Datum        | Heimteam          | Erg.    | Auswärtsteam       |
| ------------ | ----------------- | ------- | ------------------ |
| 13. Mai 1995 | Barcelona Dragons | 34:40   | Amsterdam Admirals |
| 13. Mai 1995 | Rhein Fire        | 33:27   | Scottish Claymores |
| 15. Mai 1995 | London Monarchs   | 07:27   | Frankfurt Galaxy   |

| Woche 7      | Woche 7            | Woche 7 | Woche 7            |
| Datum        | Heimteam           | Erg.    | Auswärtsteam       |
| ------------ | ------------------ | ------- | ------------------ |
| 20. Mai 1995 | Amsterdam Admirals | 30:13   | Scottish Claymores |
| 20. Mai 1995 | Frankfurt Galaxy   | 28:41   | Rhein Fire         |
| 20. Mai 1995 | Barcelona Dragons  | 22:27   | London Monarchs    |

| Woche 8      | Woche 8            | Woche 8 | Woche 8            |
| Datum        | Heimteam           | Erg.    | Auswärtsteam       |
| ------------ | ------------------ | ------- | ------------------ |
| 27. Mai 1995 | Scottish Claymores | 13:16   | Barcelona Dragons  |
| 28. Mai 1995 | Frankfurt Galaxy   | 28:13   | Amsterdam Admirals |
| 29. Mai 1995 | London Monarchs    | 34:14   | Rhein Fire         |

| Woche 9      | Woche 9            | Woche 9 | Woche 9           |
| Datum        | Heimteam           | Erg.    | Auswärtsteam      |
| ------------ | ------------------ | ------- | ----------------- |
| 3. Juni 1995 | Amsterdam Admirals | 17:07   | London Monarchs   |
| 3. Juni 1995 | Rhein Fire         | 21:31   | Barcelona Dragons |
| 4. Juni 1995 | Scottish Claymores | 24:37   | Frankfurt Galaxy  |

| Woche 10      | Woche 10          | Woche 10 | Woche 10           |
| Datum         | Heimteam          | Erg.     | Auswärtsteam       |
| ------------- | ----------------- | -------- | ------------------ |
| 10. Juni 1995 | Rhein Fire        | 25:37    | Amsterdam Admirals |
| 10. Juni 1995 | London Monarchs   | 09:22    | Scottish Claymores |
| 10. Juni 1995 | Barcelona Dragons | 20:44    | Frankfurt Galaxy   |

### Tabelle
|    |                    | S | N | U | SQ    | P+  | P−  | Heim | Ausw. |
| -- | ------------------ | - | - | - | ----- | --- | --- | ---- | ----- |
| 1. | Amsterdam Admirals | 9 | 1 | 0 | 0.900 | 246 | 152 | 5–0  | 4–1   |
| 2. | Frankfurt Galaxy   | 6 | 4 | 0 | 0.600 | 279 | 202 | 3–2  | 3–2   |
| 3. | Barcelona Dragons  | 5 | 5 | 0 | 0.500 | 237 | 247 | 2–3  | 3–2   |
| 4. | London Monarchs    | 4 | 6 | 0 | 0.400 | 174 | 220 | 1–4  | 3–2   |
| 5. | Rhein Fire         | 4 | 6 | 0 | 0.400 | 221 | 279 | 2–3  | 2–3   |
| 6. | Scottish Claymores | 2 | 8 | 0 | 0.200 | 153 | 210 | 0–5  | 2–3   |

Legende: Siege, Niederlagen, Unentschieden, SQ Siegquote, P+ erzielte Punkte, P− gegnerische Punkte, Heim Heimbilanz (Siege–Niederlagen), Ausw. Auswärtsbilanz (Siege–Niederlagen).

## World Bowl '95
Der World Bowl '95 – später auch als World Bowl III bezeichnet – fand am Samstag, 17. Juni 1995 im Olympiastadion Amsterdam statt. Die Amsterdam Admirals hatten sich als Tabellenerster nach fünf Spieltagen das Heimrecht erspielt. Sie trafen auf den Zweiten der regulären Saison, die Frankfurt Galaxy. Für beide war es der erste World Bowl, wobei Frankfurt – im Gegensatz zu Amsterdam – bereits die dritte Saison absolviert hatte.

### Spielablauf
|                        |                         |  | World Bowl '95     |                           |                  |  |                                                     |
|                        | Amsterdam 17. Juni 1995 |  | Amsterdam Admirals | \| \| 22 : 26 \| \| \| \| | Frankfurt Galaxy |  | Olympiastadion Zuschauer: 23,847 Referee: Tom White |
| (0:0, 7:6, 0:14, 15:6) | Amsterdam 17. Juni 1995 |  | Amsterdam Admirals |                           | Frankfurt Galaxy |  | Olympiastadion Zuschauer: 23,847 Referee: Tom White |
|                        | 22 : 26                 |  |                    |                           |                  |  |                                                     |
|                        |                         |  |                    |                           |                  |  |                                                     |

Nachdem beide Mannschaften im ersten Viertel keinen einzigen Punkt erzielen konnten, konnten die Admirals einen 36-Yard-Field-Goal-Versuch von Galaxy-Kicker Daron Alcorn blocken. Danach legte Admirals-Quarterback Will Furrer einen Drive über 12 Spielzüge und 73 Yards hin, der mit einem Fünf-Yard-Touchdown-Pass auf Wide Receiver Ernie Jones abgeschlossen wurde. Beim Kick Return konnten die Frankfurter der Ball bereits bis an die 46-Yard-Linie von Amsterdam tragen. Im dritten Spielzug des Angriffs gelang es Galaxy-Quarterback Paul Justin, einen 11-Yard-Pass auf seinen Wide Receiver Bobby Olive anzubringen. Der Extrapunktversuch war jedoch nicht erfolgreich, so dass Amsterdam zur Halbzeit mit 7:6 gegen Frankfurt führte.
Im dritten Viertel gelang der Galaxy ein Drive über vier Spielzüge und 26 Yards, der mit einem 4-Yard-Touchdown-Pass auf Olive endete. Die Galaxy konnte ihre Führung sogar ausbauen, nach 4 Spielzügen über 38-Yard konnte Justin einen 31-Yard-Touchdown-Pass auf Mike Bellamy anbringen. Im vierten Viertel fumbelte Admirals-Running-Back T. C. Wright den Ball und leitete damit einen 44-Yard-Lauf der Galaxy über drei Spielzüge ein. Der Drive endete mit einem Touchdown durch einen 30-Yard-Lauf von Nathaniel Bolton, der Extrapunktversuch schlug jedoch wieder fehl. Damit führte Frankfurt mit 26:7. Die Admirals konnte ab prompt antworten, Furrer gelang ein Drive über 9 Spielzüge und 78 Yards, der mit einem Ein-Yard-Touchdown-Lauf von T. C. Wright endete. Danach gelang den Admirals ein Drive über 13 Spielzüge und 58 Yards, der mit einem Neun-Yard-Pass auf Wright endete. Nach dem Touchdown bediente Furrer Wide Receiver Sanjay Beach für die Two-Point-Conversion, so dass der Rückstand 34 Sekunden vor Ende des Spiels auf 22:26 verringert werden konnte. Amsterdam konnte den Onside Kick zurückerobern, doch die entscheidenden Pässe in die Endzone blieben unvollständig, so dass Frankfurts Vier-Punkte-Führung erhalten blieb und die Galaxy ihren ersten World Bowl-Titel gewannen.
Als Most Valuable Player wurde der Galaxy-Quarterback Paul Justin ausgezeichnet.